# Имунофан
Имунофан (аргинил-альфа-аспартил-лизил-валил-тирозил-аргинин, торговое название «Имунофан») — гексапептид с молекулярной массой 836 Да. Синтетическое производное тимопоэтина. .

## Физические свойства
Аморфный порошок белого цвета без запаха.

## Клиническое применение

### Показания
Имунофан применяется при иммунодефицитных состояниях с поражением системы иммунитета, возникающих при инфекционных, гнойных и септических процессах, вторичных иммунодефицитных состояниях, обусловленных действие различных факторов.

### Противопоказания
Беременность, осложнённая резус-конфликтом. Индивидуальная непереносимость.